# Max Pfister
Max Pfister (Zúrich, Suiza, 21 de abril de 1932-Saarbrücken, Alemania, 21 de octubre de 2017) fue un lingüista y romanista suizo-alemán.

## Carrera
Era profesor emérito de filología románica de la Universität des Saarlandes. Por su destacada carrera en el campo de la etimología de la lengua italiana, recibió doctorados honoris causa de las universidades de Bari, Lecce, Palermo y Roma. 
Su LEI (Lessico etimologico italiano) constituyó el inicio de una estrecha colaboración entre investigadores italianos y alemanes en temas de dialectología y etimología italiana.

## Obras
Para un compendio resumido de sus escritos, véase el Festschrift con motivo de su 65º cumpleaños: Günter Holtus y otros (ed.): Italica et Romanica. Festschrift für Max Pfister zu seinem 65. Geburtstag, tres tomos, Tubinga, Niemeyer, 1997.
- Lessico etimologico italiano, Wiesbaden, Reichert, 1979ff.
- Lexikalische Untersuchungen zu Girart de Roussillon, Tubinga, Niemeyer, 1970.
- Einfuhrung in die romanische Etymologie, Darmstadt, Wissenschaftliche Buchgesellschaft, 1980.
- Galloromanische Sprachkolonien in Italien und Nordspanien, Maguncia, Akademie der Wissenschaften und Literatur, 1988.
- Introduzione all'etimologia romanza, Catanzaro, Rubbettino, 2001.
- Scripta minora selecta de rebus galloromanicis et italicis, Darmstadt, Wissenschaftliche Buchgesellschaft, 2002.

## Honores y membresías
- Mainzer Akademie der Wissenschaften, Socio corrispondente straniero der Accademia della Crusca
- Premio Galileo Galilei dei Rotary Italiani
- Diploma di 1 Classe con Medaglia d'Oro ai Benemeriti della Cultura e dell'Arte, verliehen vom italienischen Staatspräsidenten Carlo Azeglio Ciampi, 2006